# 대구수창초등학교
대구수창초등학교는 대한민국 대구광역시 중구 수창동에 있는 공립 초등학교이다. 1907년 사립 '수창학교'로 시작해서 2017년 기준으로 개교 110주년이 되었다.

## 연혁
- 1907년 7월 13일 사립 수창학교로 발족(교동)
- 1914년 4월 1일 수창공립보통학교(4년제) 개교
- 1923년 12월 4일 현 위치 이전
- 1924년 4월 1일 6년제 승격
- 1938년 4월 1일 대구수창공립심상소학교 (교명 변경[2])
- 1941년 4월 1일 대구수창공립국민학교 (교명 변경[3])
- 1991년 7월 24일 구 본관 36개 교실 철거 현 본관 32개 교실 신축 이전
- 1994년 2월 2일 수창병설유치원 1학급(40명) 인가
- 1996년 3월 1일 대구수창초등학교 (교명 변경[4])
- 2010년 10월 12일 수창꿈마루 개관
- 2013년 5월 15일 순종황제 어가길[5][6] 조성[7][8]
- 2019년 2월 1일 제105회 졸업식 (졸업생 18명, 총40,348명)
- 2019년 2월 5일 유치원 증설 학급 및 화장실 개선 사업
- 2020년 1월 10일 제106회 졸업식 (졸업생 14명, 총40,362명)
- 2020년 3월 6일 미래교육 리노베이션(1학년 교실 3칸, 본관 3층 서편 3개교실)
- 2020년 9월 1일 제48대 오세영 교장 부임
- 2024년 #월#일 제 49대 교장 부임

## 참고 자료
- 대구수창초등학교 - 한국교육학술정보원 학교알리미
- 중구 도시재생지원센터 순종황제 어가길 조성사업

## 학교 상징
- 교화(校花) - 장미 : 장미를 교화로 정한 것은 장미처럼 아름답고 줄기와 가시처럼 씩씩하고 튼튼함을 상징하고 장미의 향기처럼 이웃을 사랑하고 남을 도울 줄 알며 항상 아름다운 마음으로 착한 사람이 되자는 것이다.
- 교목(校木) - 은행나무 : 은행나무를 교목으로 정한 것은 그 곧고 무성함은 선비의 정신과 장부의 기상을 상징하고 긴 수명은 본교의 오랜 역사화 빛나는 전통을 이어가자는 것이며 우리 수창의 어린이는 은행나무처럼 힘차게 자라서 앞으로 우리나라의 기둥과 대들보가 되자는 것이다.